# Algot Lundström
Frans Algot Lundström, född 4 juli 1868 i Piteå, död 19 juli 1941 i Stockholm, var en svensk väg- och vattenbyggnadsingenjör.
Algot Lundström var son till källarmästaren Erik Magnus Lundström. Han avlade mogenhetsexamen i Luleå 1887 och utexaminerades från Tekniska högskolan 1892. I Väg- och vattenbyggnadskåren blev han löjtnant 1897, kapten 1907, major 1917 och överstelöjtnant 1926 samt fick avsked 1933. 1892–1902 var han anställd vid olika järnvägsbyggnader, bland annat från 1898 som arbetschef vid byggandet av Stockholm-Nynäs Järnväg; samtidigt var han 1900–1902 VD för AB Nynäs villastad och AB Södertörns villastad. Lundström blev distriktsingenjör i Nedre norra väg- och vattenbyggnadsdistriktet 1903 och tillförordnad distriktschef där 1922 samt var tillförordnad baninspektör i Väg- och vattenbyggnadsstyrelsen 1930–1934. Under denna tid utförde han en mångfald väg-, bro-, hamn- och kanalundersökningar, bland annat kanalisering av Ströms Vattudal i Jämtland och utvidgning av Härnösands kanal. Tillsammans med Richard Ekwall erhöll han 1907 första pris i den internationella tävlan om kajkonstruktioner i Göteborgs massgodshamn, och tillsammans med Ekwall ombyggde han 1907–1909 hamnen i Örnsköldsvik. Lundström var flottningschef i Indals älvs flottningsförening 1911–1916. Bosatt i Sundsvall var han ledamot av stadsfullmäktige där 1913–1935 (varav 1931–1935 som ordförande) samt ordförande i Sundsvalls hamnstyrelse från 1914.